# Тісто і динаміт
«Тісто і динаміт» (англ. Dough and Dynamite) — короткометражний комедійний фільм 1914 року за участі Чарлі Чапліна.

## Сюжет
Під час страйку пекарів Чарлі і ще один офіціант самі стають пекарями. Страйкарі закладають динаміт у хліб, що доставляється на кондитерський прилавок. Він влітає в піч і вибухає.

## У ролях
- Чарльз Чаплін — офіціант
- Честер Конклін — офіціант
- Фріц Шаде — власник пекарні
- Норма Ніколс — дружина власника пекарні
- Пеггі Пейдж — пекар
- Сесіль Арнольд — пекар
- Джесс Денді — кухар
- Вівіан Едвардс — 1-й клієнт
- Філліс Аллен — 2-й клієнт
- Глен Кавендер — головний пекар
- Чарлі Чейз — клієнт
- Джон Френсіс Діллон — клієнт